# Autobahn Dandong–Xilinhot
Die Autobahn Dandong–Xilinhot oder Danxi-Autobahn (chinesisch 丹锡高速公路, Pinyin Dānxī gāosù gōnglù, englisch Danxi Expressway), chin. Abk. G16, ist eine Ost-West-Autobahn in China. Sie führt von der Stadt Dandong an der Grenze zu Nordkorea quer durch die Provinz Liaoning nach Xilinhot im Autonomen Gebiet Innere Mongolei. Die Autobahn wird nach Fertigstellung eine Länge von 960 km erreichen. 